# Unguan Island
Unguan Island är en ö i Myanmar.   Den ligger i regionen Rakhinestaten, i den sydvästra delen av landet, 280 km sydväst om huvudstaden Naypyidaw. Arean är 0,41 kvadratkilometer.
Terrängen på Unguan Island är platt. Öns högsta punkt är 18 meter över havet. Den sträcker sig 1,1 kilometer i nord-sydlig riktning, och 0,6 kilometer i öst-västlig riktning.